# Upplysningstiden

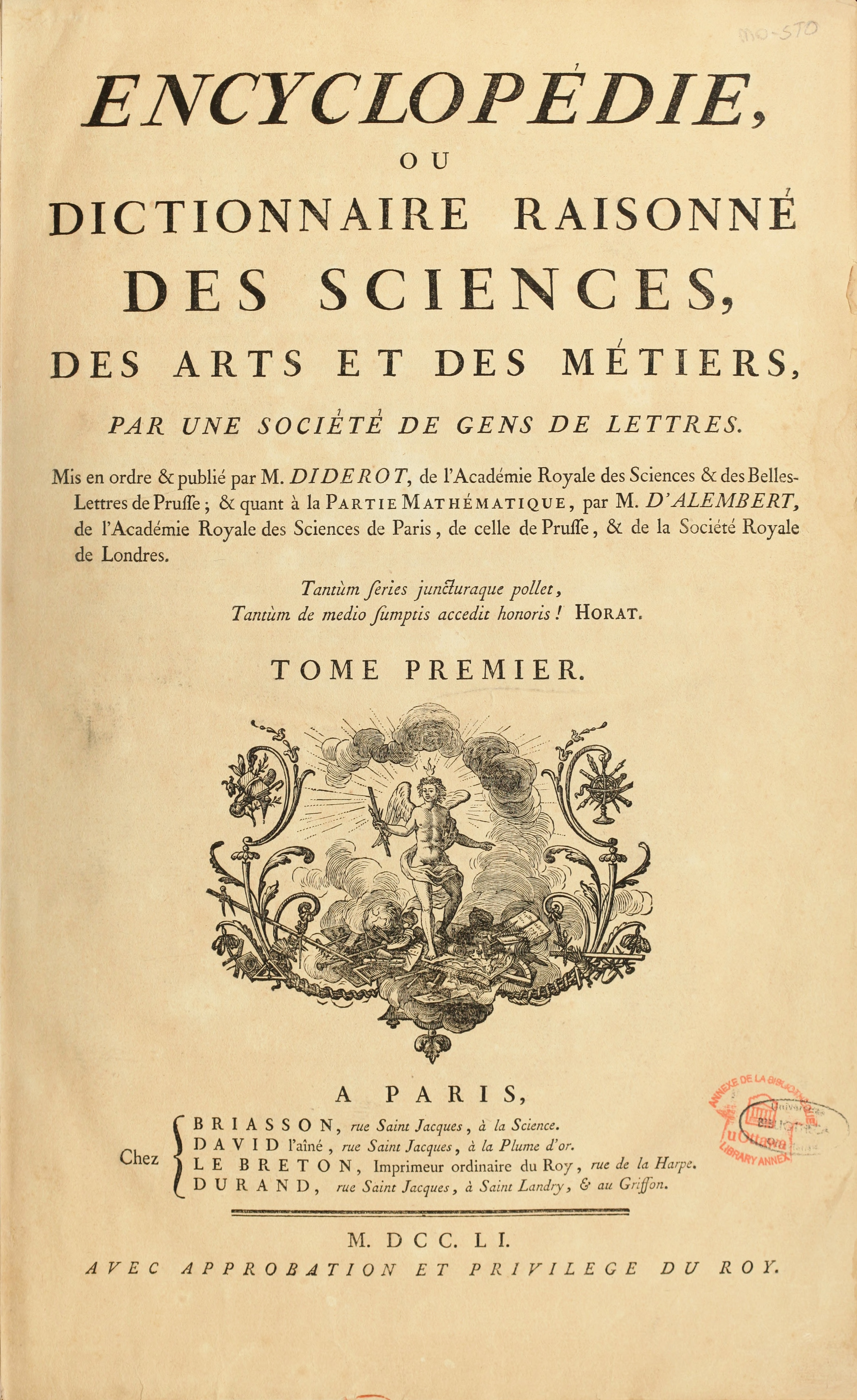
Encyclopedins utgivning 1751–1777, en av de första faktaböckerna som beskrev världen ur ett naturvetenskapligt perspektiv snarare än ett kristet.

Upplysningstiden, även kallad upplysningen, var en kulturhistorisk rörelse i Europa under 1700-talet. Med rötter i senare delen av 1600-talet, blev den en stark rörelse i början av 1700-talet, med slutpunkt kring år 1800. Kulmen nåddes i Frankrike under Voltaire och encyklopedisterna. Livskraften hämtades från naturvetenskapens framsteg och den åtföljande trovärdighetskrisen för den kristna religionen. Vetenskapernas nya universum, upplysningstidens filosofi, tycktes oförenligt med den gamla ”av Gud givna ordningen”. I stället för den uppenbarade religionen vände man sig till deism och naturlig religion. En allt radikalare religionskritik och en allt starkare strävan efter samhällsförändringar nådde sin kulmen med den franska revolutionen (1789–1799).
Upplysningens viktigaste idé var tron på människans förnuft. Man ska inte okritiskt lita på sådant som makthavare och andra auktoriteter hävdar. Man behöver inte ens tro på det som olika kyrkor lär ut och det som prästerna predikar. En annan viktig tanke under upplysningen var att samhället utvecklades bäst av jämlika människor i samverkan. Rationalisterna Descartes, Hobbes och Spinozas idéer präglade upplysningens tidevarv.

## Kritik mot upplysningen
Mot slutet av 1700-talet uppstod romantiken som en reaktion mot upplysningen. Romantikernas kritik mot upplysningen var att beskrivningen av verkligheten var för ensidigt mekanisk och materialistisk. Mary Wollstonecraft kritiserar upplysningens företrädare för att de mänskliga rättigheterna inte gäller för alla, inte för kvinnorna. Hon är särskilt kritisk mot Rousseau, som hon menar förnekar det kvinnliga förnuftet och att han menar att kunskaper och fakta är ett område för män.

## Upplysningens förutsättningar

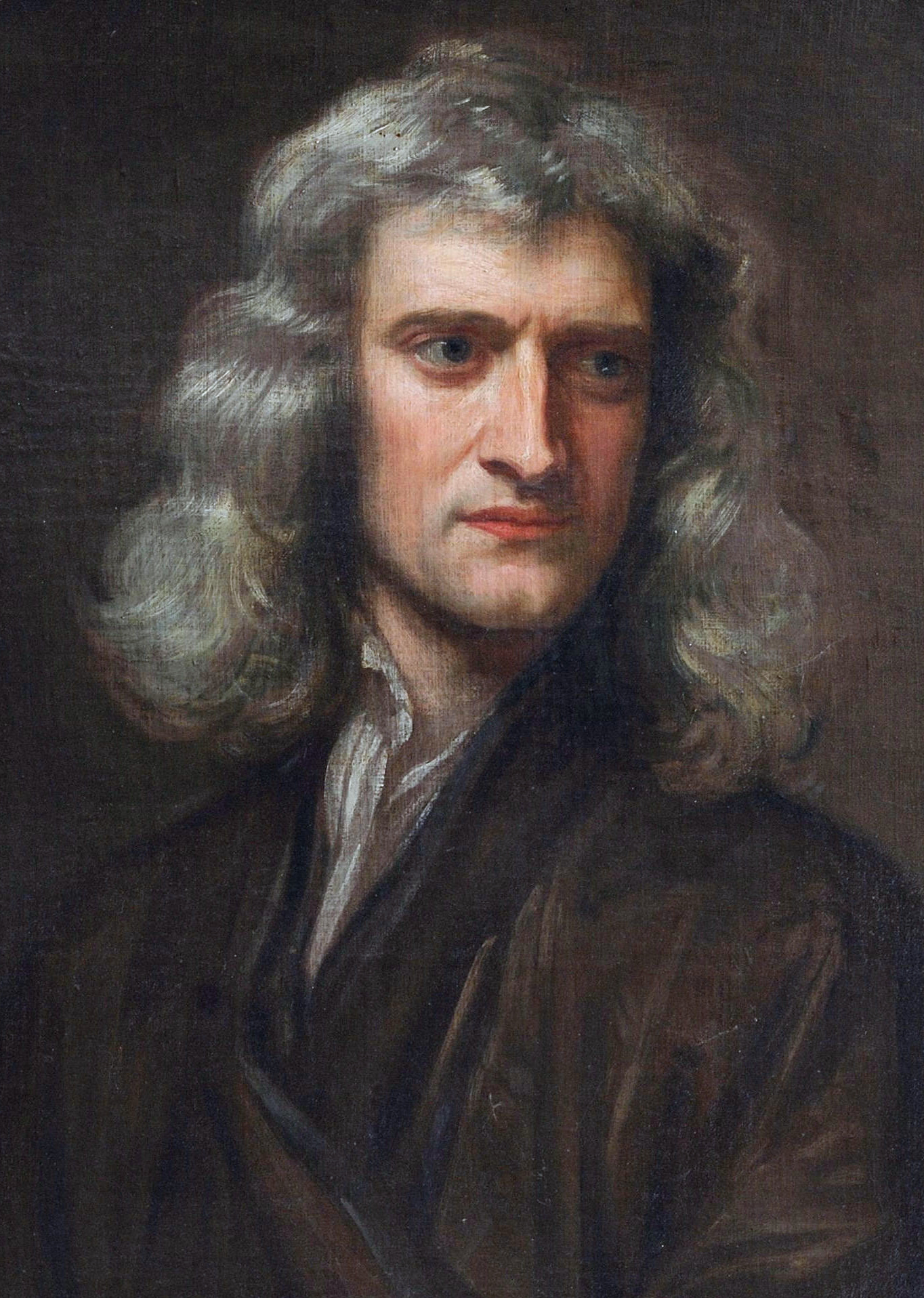
Isaac Newtons epokgörande arbete inom det naturvetenskapliga fältet kan anses vara startskottet för upplysningen.

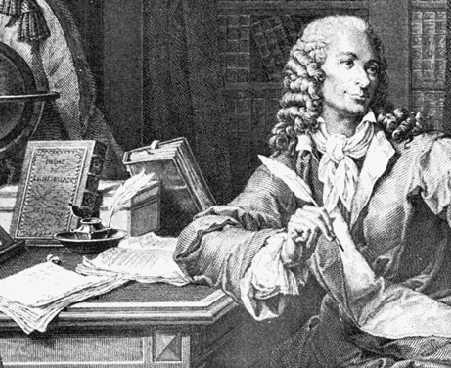
Voltaire var en av de största motståndarna till kyrkans traditioner.

De vetenskapliga landvinningar som kännetecknade upplysningstiden i stora delar av Europa hade i stor utsträckning sitt ursprung i Isaac Newtons epokgörande arbete inom det naturvetenskapliga fältet. Även inom andra områden, som samhällsläran – nämnas bör John Locke med Two Treatises of Government – hade man under 1600-talet skapat vad som skulle bli grundstenarna till upplysningens filosofiska och naturvetenskapliga glansperiod. En väsentlig skillnad fanns dock. Den ökade läskunnigheten under 1700-talet bidrog till att föra ut de vetenskapliga rönen i samhället på ett helt annat sätt än tidigare. Man måste förvisso vara medveten om att demokratiseringen ännu hade högst begränsad omfattning och vetenskapens framsteg var fortfarande främst en angelägenhet för städernas befolkning.

## Upplysningen och religionen
Upplysningsfilosofernas relation till religion i allmänhet och kristendomen i synnerhet var i många stycken problematisk. Å ena sidan vände sig många av dem mot kyrkans traditionella trosuppfattning, särskilt Voltaire är känd för att ha närt ett starkt hat mot den katolska kyrkan och dess franska företrädares maktfullkomlighet. (Det utgör också bakgrunden till hans bekanta ord ”Ecrasez l’infâme”, det vill säga ”krossa den skändliga”.) Å andra sidan är det ett faktum att religionskritiken sällan nådde långt utanför filosofernas egen krets.
Parallellt med upplysningsidéerna vann också den mer känslosamma pietismen (i Sverige särskilt dess gren herrnhutismen) allt fler anhängare.
De rationalistiska strömningarna ledde även till neologins uppkomst. Denna teologi fokuserade på kristendomen som en sedlighets- och lyckoreligion.

## Den upplyste despoten
Politiskt eftersträvade man under denna tid gärna ett system som byggde på Montesquieus maktdelningsprincip. Många såg dock fortfarande den enväldige regenten som en garant för att förhindra uppkomsten av anarki som skulle bli följden om människor utan insyn i statsangelägenheter tilläts styra. Renässansens och stormaktstidens form av envälde ansågs otidsenlig. Följden av detta resonemang blev att man i många länder fick regenter som fortfarande i princip var enväldiga, men som i större eller mindre utsträckning valde att styra sitt land enligt upplysningsfilosofins principer, till exempel vad gällde tryck- och religionsfrihet. Exempel på sådana ”upplysta” monarker kan man hämta från hela Europa, alltifrån Preussen (Fredrik II) och Ryssland (Katarina den stora) till Sverige, där Gustav III representerade denna typ av regenter.

## I Europa och i de nordamerikanska kolonierna
Nedan visas några exempel på tillämpningen av tidens idéer i Europa och de nordamerikanska kolonierna.

### Storbritannien
I Skottland, där David Hume var framträdande förkämpe för det kritiska förnuftet (se skotska upplysningen), fick ideologin snabbt fotfäste. Händelseförloppet sammanföll också med det tekniska och ekonomiska uppsving som kom att leda till den industriella revolutionen och var den största anledningen till att Storbritannien blev en stormakt.

### Frankrike
Ända till slutet av 1600-talet hade utbytet mellan Storbritannien och Frankrike varit mycket begränsat. Men i början av 1700-talet stegrades Storbritanniens politiska betydelse genom det spanska tronföljdskriget. Det som först vann mark i Frankrike var det protestantiska Storbritanniens naturvetenskap och den filosofi som den grundade sig på. Det var fransmännen som populariserade och gjorde det vetenskapliga stoffet bekant på fastlandet – Newtons upptäckter liksom Lockes och hans anhängares tankevärld. Särskilt blev det vanligt att sträva efter att genom naturvetenskapen söka allmänfattliga svar på de allmänt mänskliga och eviga frågorna om Gud och om världen.
Frankrike hade ett intellektuellt klimat som gynnade upplysningsidéerna. Detta manifesterades framför allt i publiceringen av den första encyklopedin som sammanställdes av Diderot och d'Alembert. Verket fick stor betydelse för vetenskapsmän i hela Europa, eftersom franska var allmänt brukat som konversationsspråk och anses än idag vara ovärderligt för kunskapen om bland annat 1700-talets jordbruk och hantverk.
Hela kretsen av franska upplysningsmän och andliga förelöpare till revolutionen kastade sig ivrigt på naturvetenskaplig eller naturfilosofisk verksamhet. Voltaire skrev en uppsats om Newton och en avhandling om elden, Montesquieu sysslade med ekots mekanik och med insekterna, Rousseau studerade botanik och kemi. Diderot och framför allt d’Alembert var fackmän inom matematiken.
Bland de intellektuella frodades också de tankar om frihet och jämlikhet som snart skulle leda till franska revolutionen.

### USA
De amerikanska kolonisterna påverkades, liksom fransmännen, av upplysningsfilosofernas frihets- och jämlikhetsideal. Detta uttrycks tydligast i oavhängighetsförklaringen, som bär spår av Lockes filosofi. Den amerikanska författningen, med en dömande, lagstiftande och verkställande makt, inspirerades närmast av fransmannen Charles-Louis de Secondat Montesquieu.

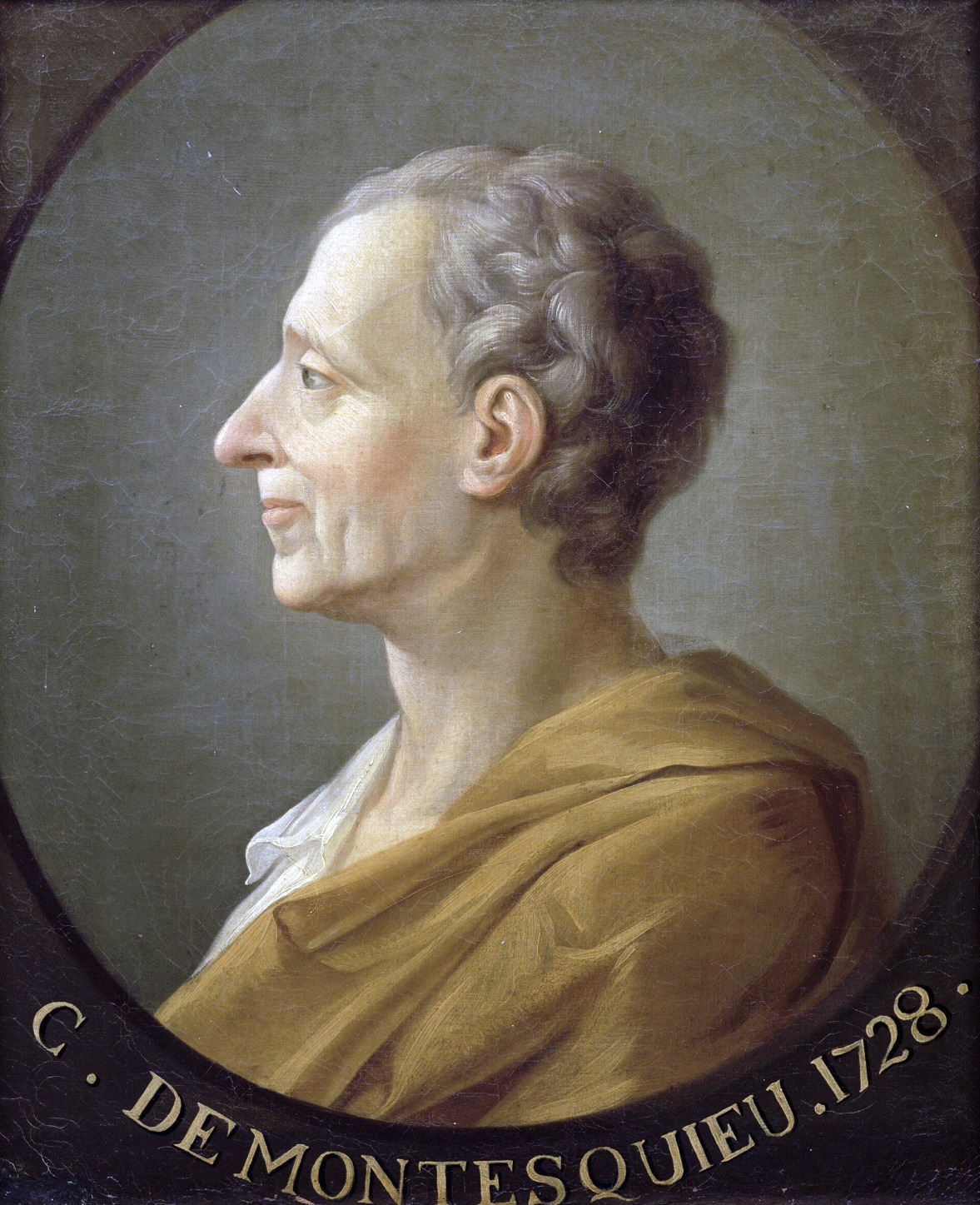
Den tredelade maktdelningspricipen behandledes av Montesquieu i De l'Esprit de loix 1748.
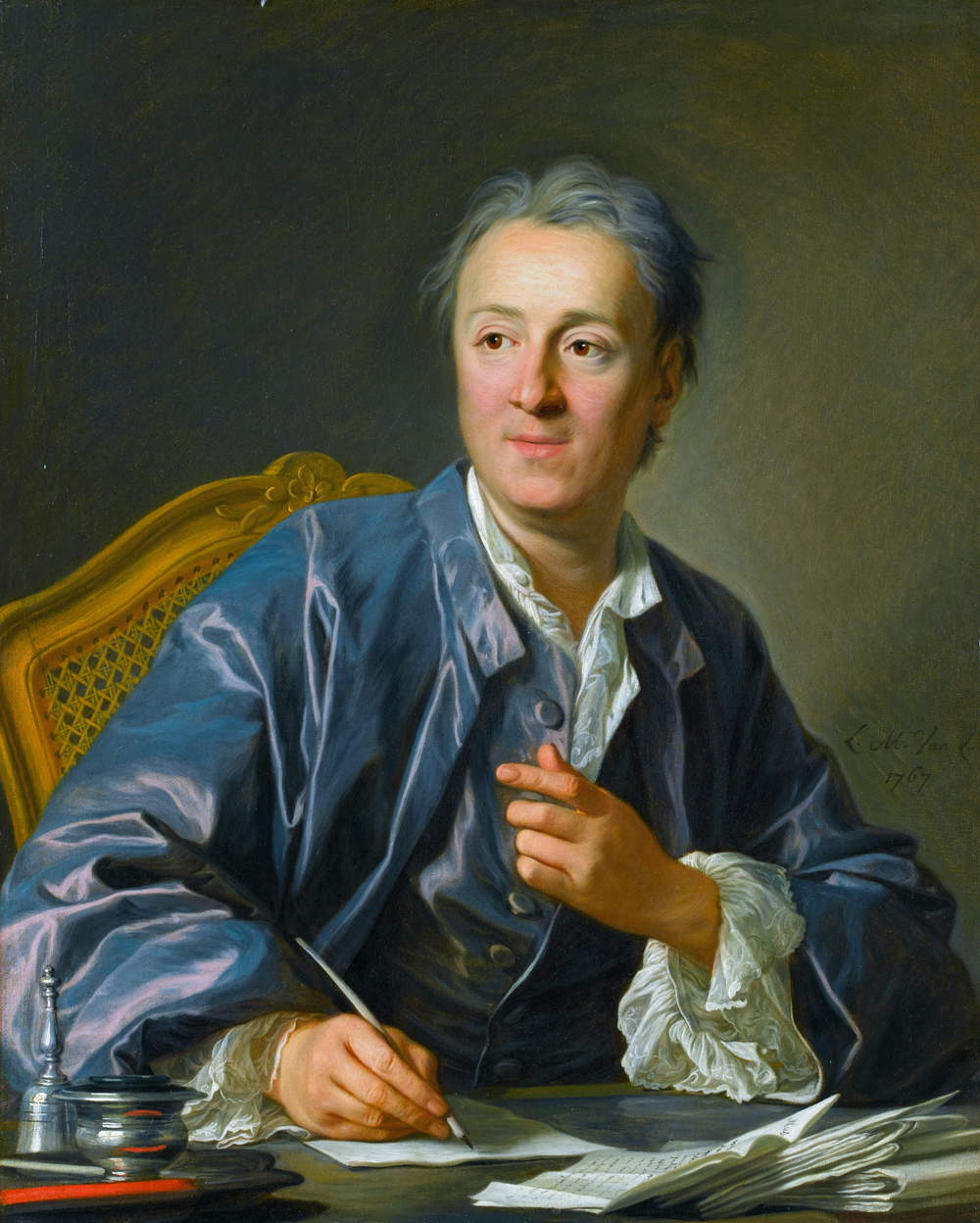
Denis Diderot var huvudredaktör för den stora Encyclopédie.

## Upplysningen i Sverige

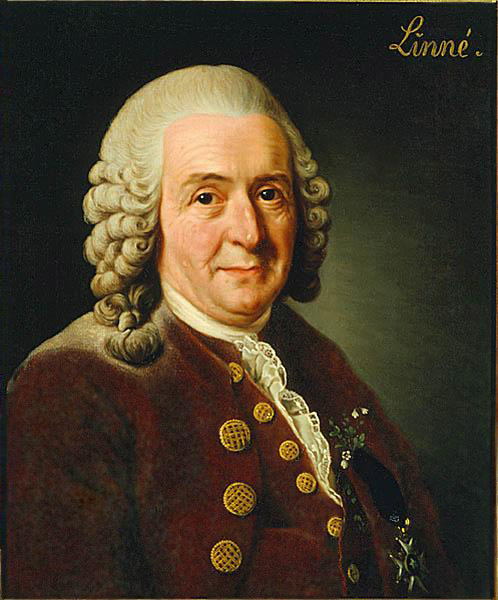
Carl von Linné var en internationellt känd vetenskapsman från Sverige. Han skrev bland annat Systema naturae.

Även i Sverige fick upplysningsidéerna stor genomslagskraft, mycket tack vare internationellt kända vetenskapsmän som Carl von Linné som skapade ett system att namnge växter och djur och Anders Celsius som skapade Celsiusskalan. I enlighet med tidens strömningar bildades också sällskap som Vitterhetsakademien och Utile Dulci. I den senare sammanslutningen blev poeten Johan Henric Kellgren en samlande kraft.
Kungl. Vetenskapsakademien grundades 1739 av sex vetenskapsmän och politiker: Jonas Alströmer, Anders Johan von Höpken, Sten Carl Bielke, Carl Linnaeus (senare von Linné), Mårten Triewald och Carl Wilhelm Cederhielm.
Tidens merkantilistiska strävanden tog sig också uttryck i hattpartiets satsning på inhemska manufakturer.
Under periodens slut, då Gustav III regerade, genomdrevs reformer som syftade till en utökad religionsfrihet för utlänningar bosatta i Sverige (1781). Året därpå tilläts judar bosätta sig i Stockholm, Göteborg och Norrköping. I linje med upplysningens humanitära ideal var förbudet även mot tortyr och avskaffandet av dödsstraff för vissa brott.

## Mot en ny grundsyn
Under 1700-talets sista decennier kunde man hos några författare och poeter märka en reaktion på den, i deras tycke, ensidiga betoning av nyttan och förnuftet som tidigare varit förhärskande. Den nya tidens förespråkare fokuserade istället på att bejaka sina känslor. Man begrundade också gärna naturens oförstörda skönhet. Detta nya filosofiska synsätt kom att kallas romantiken och utvecklades i början av 1800-talet till det dominerande synsättet i Europa. Per Daniel Amadeus Atterbom visar i sin dikt ”Blåklinten” från romantikerns perspektiv, på skillnader i upplysningsfilosofernas och romantikernas syn på tillvaron:
| ”                             | Men där sitter, tung och trumpen, på sitt stenrör Nyttans son, räknar oss, och pipnubbsstumpen slår i kras med vredens dån --- Idel flärd, han skriar, glitter utan korn till mjöl och malt! Tvärvigg, bläng där bäst du gitter skönhet har sin egen halt. | „ |
| – Per Daniel Amadeus Atterbom | |   |

## Betydande upplysningsfilosofer
- Adam Smith
- Adam Weishaupt
- Benjamin Franklin
- Charles Louis de Montesquieu
- Daniel Defoe
- David Hume
- Francesco Mario Pagano
- Immanuel Kant
- Isaac Newton
- Jean-Jacques Rousseau
- John Locke
- Jonathan Swift
- Mary Wollstonecraft
- Nicolas de Condorcet
- Thomas Reid
- Voltaire